# Teucholabis nigrocorporis
Teucholabis nigrocorporis är en tvåvingeart som beskrevs av Alexander 1937. Teucholabis nigrocorporis ingår i släktet Teucholabis och familjen småharkrankar. Inga underarter finns listade i Catalogue of Life.